# علم الموائع النانوي
يهتم  علم الموائع النانوي  (بالإنجليزية:  Nanofluidics)‏ بدراسة سلوك، معالجة، وضبط الموائع المحصورة فقط ضمن الهياكل ذات الأبعاد النانومترية (عادةً من 1- 100 نانومتراً) (النانومتر = 10−9 مليمتر). هذا وتعرض الموائع المحصورة ضمن تلك الهياكل مجموعةً من السلوكيات الفيزيائية والتي لا يمكن ملاحظتها في الهياكل الأكبر حجماً، والتي منها تلك الهياكل ذات الأبعاد الميكرومترية، وذلك بسبب أن الأطوال الفيزيائية المميزة للمائع (مثال طول ديباي، نصف قطر هيدروناميكي (بالإنجليزية:  Hydrodynamic radius)‏) تتداخل بشدة مع أبعاد الهياكل النانوية نفسها. 

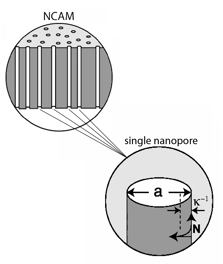
رسم توضيحي لأحد الإدراكات أو الإنجازات الخاصة في مجال علم الموائع النانوي في غشاء مصفوفةٍ نانو شعرية nanocapillary array membrane (NCAM). حيثث يتكون غشاء المصفوفة النانو شعرية من عددٍ كبيرٍ من الأنابيب الشعرية المتوازية، والتي لكلٍ منها نصف قطر مسامي، a/2، والتي يكون لها نفس الحجم تقريباً كطول ديباي، κ^{-1}. في حين تتميز الطبقة الكهربائية المزدوجة بتوزيعٍ أيونيٍ مضادٍ، N، والتي تتسم بأنها الأضخم في حائط الثقب أو المسام وتضمحل صوب مركز الثقب.

عندما تقترب الهياكل من نظام الحجم المتوافق مع أطوال التحجيم الجزيئية، يتم وضع القيود الفيزيائية الجديدة على سلوك المائع. وعلى سبيل المثال، تستميل القيود الفيزيائية تلك مناطق المائع لاستعراض خصائصاً جديدةً لا تلاحظ في الكتلة السائبة، ومثال ذلك اللزوجة المتزايدة على نحوٍ واسعٍ بالقرب من حائط الثقب (المسام)؛ حيث أنها قد تؤثر على التغيرات في الخصائص الديناميكية الحرارية، كما أنها قد تغير كذلك التفاعلية الكيميائية للأصناف المتواجدة في الوسائط (بالإنجليزية:  interface)‏ القائمة بين المائع والصلب. وقد تم استعراض مثالاً مرتبطاً ومفيداً من خلال المحاليل الكهرلية المحصورة ضمن ثقوب النانو والتي تحتوي على شحنات سطحية (بالإنجليزية:  Surface charge)‏، والتي منها للتوضيح الواجهات أو الوسائط المكهربة (بالإنجليزية:  electrified interfaces)‏، كما تم توضيحه في غشاء المصفوفة الشعرية النانوية (كما هو موضح بالشكل المرفق على اليسار).
وهنا يجب ملاحظة أن كل واجهات التفاعل (الوسائط) المعتمدة تحفز توزيع الشحنة المنظمة بالقرب من السطح المعروف بـ اسم الطبقة المزدوجة الكهربائية (بالإنجليزية:  Electrical double layer)‏. قد توسع الطبقة المزدوجة الكهربائية والتي تحدد أبعادها مسام أو ثقوب النانومتر من عرض ثقب النانو، مما يؤدي إلى تغيرات جوهرية في تركيب المائع والخصائص المرتبطة بحركة المائع في البنية التركيبية. على سبيل المثال، نسبة سطح الثقب إلى الكمية (بالإنجليزية:  surface-area-to-volume ratio)‏ تسفر عن تفوق وغلبة الأيونات المقابلة (للتوضيح: الأيونات المشحونة عكسياً لشحنات الحائط الساكنة) على الأيونات المتوافقة (التي تمتلك نفس الإشارة كشحنات الحائط)، ففي العديد من حالات الاستقصاء شبه الكامل للأيونات المتوافقة، فإنه مثل ذلك لا يتواجد سوى صنف أو نوع أيوني واحد فقط في الثقب. وهنا قد يُستخدم هذا لمعالجة الأصناف ذات القطبية المنتقاة على طول الثقب لإنجاز مشروع معالجةٍ موائعيةٍ ير معهودةٍ وغير المتاح في الهياكل الميكرومترية أو الأكبر حجماً. 

## النظرية
نشر رايس ووايت هيد في عام 1965 مساهمتهما الجوهرية في نظرية نقل المحاليل الكهرلية في الشعيرات نانوية نصف القطر (غير المحددة بصورةٍ مثاليةٍ). وباختصار، يتم منح الكمون الكهربائي، ϕ ، على مسافةٍ قطريةٍ، r، بواسطة معادلة معادلة بويزون- بولتزمان (بالإنجليزية:  Poisson–Boltzmann equation)‏:

{\displaystyle {\frac {1}{r}}{\frac {d}{dr}}\left(r{\frac {d\phi }{dr}}\right)=\kappa ^{2}\phi \ }
حيث تشير κ إلى طول ديباي،

{\displaystyle \kappa ={\sqrt {\frac {8\pi ne^{2}}{\epsilon kT}}}}
فمن خلال تحديد كثافة عدد (بالإنجليزية:  number density)‏ الأيون، n، ثابت العازل الكهربائي ε، ثابت بولتزمان، k، ودرجة الحرارة،T، يمكن استعادة معرفة طاقة الوضع، φ(r)، كثافة الشحنة من معادلة بويزون (بالإنجليزية:  Poisson equation)‏، والذي يمكن التعبير عن حله على أنه دلو بسل معدلة من النوع الأول، I0، وأنه تم ادراجها إلى نصف قطر الأنبوبة الشعرية، a. وهنا يمكن كتابة معادلة الحركة تحت الضغط المصاحب والتيار المدفوع كهربائياً (بالإنجليزية:  Electrohydrodynamics)‏: 

{\displaystyle {\frac {1}{r}}{\frac {d}{dr}}\left(r{\frac {dv_{z}}{dr}}\right)={\frac {1}{\eta }}{\frac {dp}{dz}}-{\frac {F_{z}}{\eta }}}
حيث تكون η معبراً عن اللزوجة، dp/dz تمثل تدرج الضغط، و Fz ممثلاً لقوة الجسم المدفوعة بواسطة حركة الحقل الكهربائي التطبيقي، Ez، على كثافة شحنة الشبكة في الطبقة المزدوجة. وعندما لا يكون هناك ضغطاً تطبيقياً، فإن التوزيع القطري للسرعة يصاغ كالتالي:

{\displaystyle v_{z}\left(r\right)={\frac {\epsilon \phi _{0}}{4\pi \eta }}E_{z}\left[1-{\frac {I_{0}\left(\kappa r\right)}{I_{0}\left(\kappa a\right)}}\right]}
ومن المعادلة السابقة، فهي تتبع أن تيار السائل أو المائع في الشعريات النانوية يمكن ضبطه بواسطة منتج κa، وهذا هو ما يمثل الأحجام النسبية لطول ديباي ونصف قطر الثقب. وكذلك فبواسطة تعديل أو ضبط هاذين العاملين وسطح كثافة شحنة ثقوب النانو السطحية، يمكن معالجة تيار السائل كما هو مرغوب.

## التصنيع

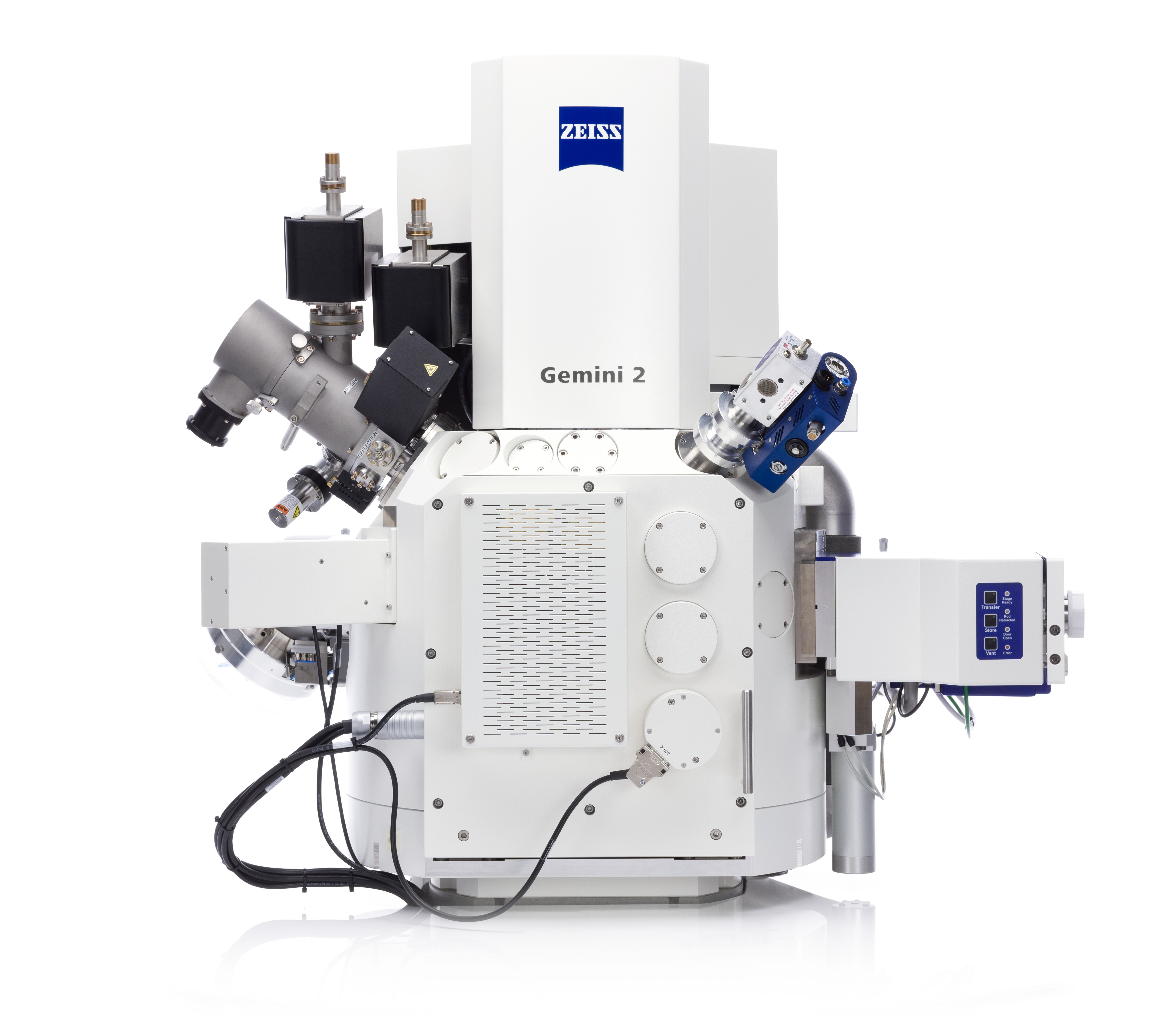
Carl Zeiss Crossbeam 550

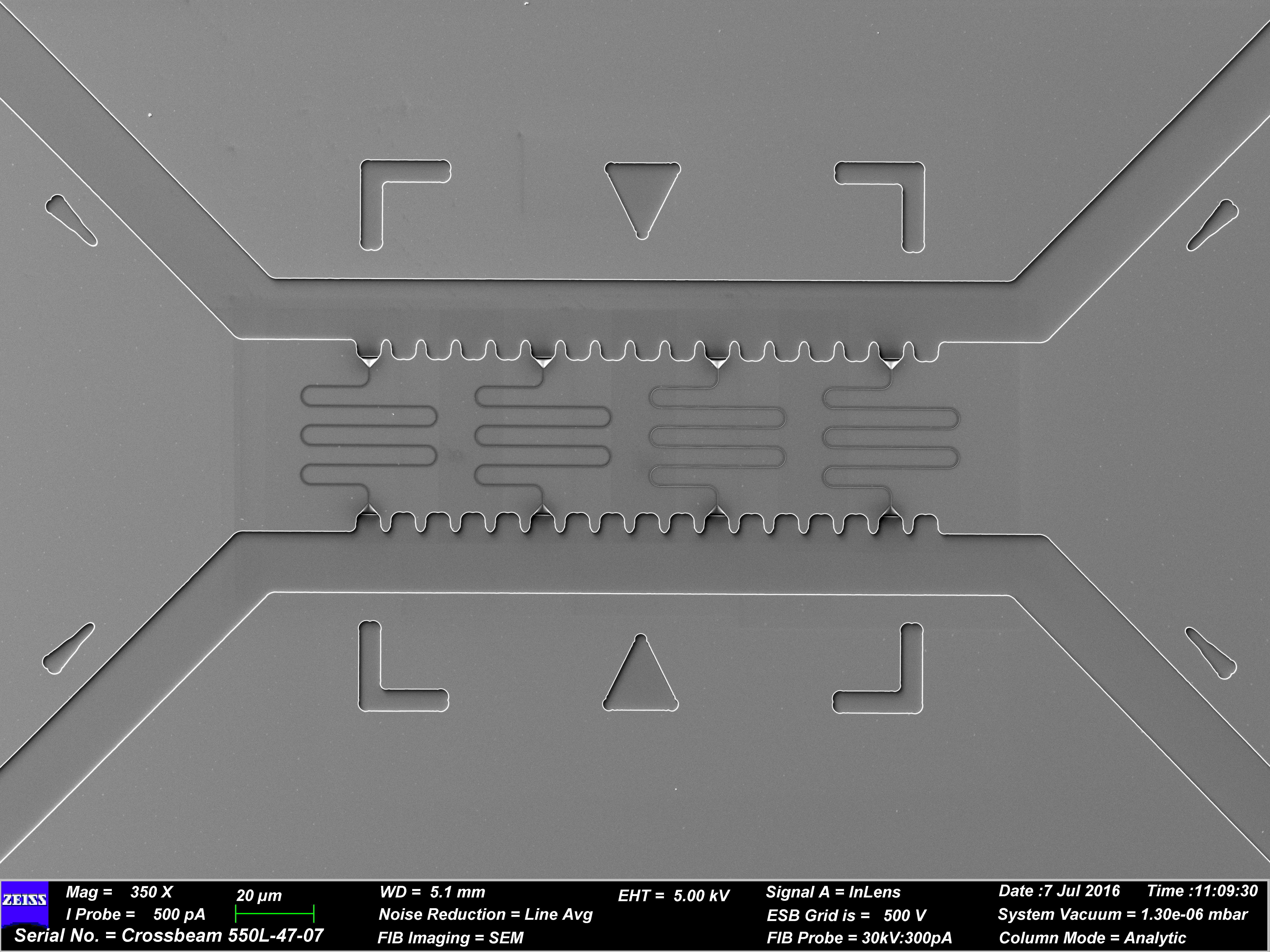

يمكن تصنيع الهياكل النانوية كقنواتٍ اسطوانيةٍ مفردةٍ، شقوق نانوية، أو مصفوفات قنوات نانوية من موادٍ متنوعةٍ منها السيليكون، الزجاج، أو البوليمرات (والتي منها على سبيل المثال بولي ميتاكريلات الميثيل (بالإنجليزية:  Poly(methyl methacrylate))‏، بولي ديميثيل سلوكسان (بالإنجليزية:  Polydimethylsiloxane)‏، PCTE) بالإضافة إلى الحوصيلات التركيبية الصناعية. هذا وتستخدم الطباعة الحجرية الضوئية (بالإنجليزية:  Photolithography)‏ المعيارية، التوافق السطحي أو الكتلي الدقيق، أساليب النسخ المتماثل (النقش، الطباعة، الصب، وصب الحقن)، المسار النووي أو الخرط الكيميائي ، غالباً في تصنيع الهياكل التي تستعرض سلوكاً موائعياً نانوياً مميزاً.

## التطبيقات
وبسبب الحجم الصغير للقنوات الموائعية، يتم تطبيق الهياكل الموائعية الدقيقة في مواقفٍ التي تتطلب معالجة العينات في الكميات الصغيرة بصورةٍ زائدةٍ، والتي منها حساب كولتر (بالإنجليزية:  Coulter counting)‏  ، عمليات الفصل والتحديد التحليلي للجزيئات الحيوية، مثل البروتينات والدنا  ، بالإضافة إلى المعالجة السطحية للعينات محدودة الكتلة. ولعل واحدةٌ من أكثر المجالات الواعدة تتمثل في قدرتها على الاندماج ضمن أنظمة الموائع الدقيقة، للتوضيح؛ الأنظمة التحليلية الدقيقة الشاملة أو هياكل هياكل المختبر على رقاقة. مع ملاحظة أنه عندما يتم دمج NCAMs داخل أجهزة الموائع النانوية، يصبح لها القدرة على القيام بعملية تحولٍ رقميٍ بصورةٍ متزايدةٍ، مما يسمح بتحول المائع من قناةٍ موائعيةٍ دقيقةٍ إلى أخرى  ، حيث تفصل الانتقائية وتنقل المحللات (analytes) بواسطة الحجم والكتلة, ، بالإضافة إلى خلط المتفاعلات بفاعلية  ، وكذلك فصل الموائع ذات الخصائص المتفاوتة المتباينة. كما أنه يوجد هناك تناظراً طبيعياً فيما بين المائع المتناول لقدرات الهياكل الموائعية النانوية وقدرة المكونات الكهروإلكترونية على ضبط تيار الإلكترونيات والثقوب. حيث استُخْدِم ذلك التناظر لتحقيق الوظائف الإلكترونية النشطة والتي منها مثلاً تصحيح الموجة (التكرير) (rectification) والتأثير الحقلي  بالإضافة إلى حركة المقحل  ثنائية القطب ذات التيارات الأيونية. كذلك يمكن استخدام تطبيقات الموائع النانوية في مجال البصريات النانوية لإنتاج tuneable microlens array.
هذا وللموائع النانوية تأثيراً هاماً وحيوياً في مجالات التقانة الحيوية، الطب والتشخيصات السريرية مع تطوير أجهزة المختبرات على رقاقة من أجل تحقيق تفاعل البوليميراز المتسلسل (بي سي آر) والأساليب الأخرى المرتبطة به.
وبما أن علم الموائع النانوي ما زال في مرحلة صباه المبكرة، فنستطيع أن نتوقع نمواً سريعاً في مجا التطبيقات الجديدة خلال الأعوام القادمة.

## التحديات
نشأت العديد من التحديات المصاحبة لتدفق تيار الموائع عبر الأنابيب النانوية الكربونية والمواسير النانوية. ومن تلك التحديات الشائعة إعاقة القناة بسبب الجزيئات النانوية الضخمة المتواجدة في المائع. وكذلك يمكن للحطام غير القابل للزوبان في المائع أن يسد الأنبوب بسهولة. ولعل أحد حلول ذلك تتمثل في محاولات الباحثين العثور على طبقة طلاءٍ أقل احتكاكاً أو موادٍ لتصنيع القناة تساعد على تقليص إعاقة الأنابيب. ومن الأسباب الأخرى كذلك حجم البوليمرات الضخم، متضمنةً الجزيئات المرتبطة حيوياً مثل الدنا غالباً ما تثنى في الحيوية. مما يسفر عن إعاقة للمائع بسبب أن جزيئات الحمض النووي (دنا) الناجمة من الفيروس لها أطوال تتراوح من 100 إلى 200 كيلو قاعدي والتي تشكل ملفاً أو شبكة أنبوبية من نصف قطرٍ يصل إلى 700 نانومتراً في المحلول المائي في 20%. كما أن هذا يُعد أضخم مراتٍ عديدةٍ من قطر الثقب للأنابيب الكربونية الضخمة الأحادية ومرتين من مقدار قطر أنبوبٍ نانويٍ كربونيٍ أحادي الجدار.